# Emmanuel Charest
Pour les articles homonymes, voir Charest.
Emmanuel Charest est un acteur québécois né le 6 septembre 1967.

## Filmographie
- 1990 : La Fille du Maquignon
- 1990 : Un autre homme (TV) : Le Poulx
- 1991 : Des fleurs sur la neige (TV) : Luc Savaria
- 1993 : Cormoran (TV) : Victor
- 1995 : Les grands procès (TV) : Adams
- 1996 : Radio Enfer (TV) : Gros Magnan
- 1996 : Caboose : Jerry
- 1997 : Le Masque (TV) : Christian Bergeron
- 1997 : L'Enfant des Appalaches (TV) : Paul Ducharme
- 2000 : Méchant party : Le rocker
- 2002 : La Turbulence des fluides : Bastien
- 2003 : Fortier (TV) : Serge Lebel
- 2003 : Gaz Bar Blues : Client de nuit
- 2004 : Les Bougon, c'est aussi ça la vie! (TV) : Jérôme
- 2004 : Le Golem de Montréal : Sergent Brochu
- 2004 : Temps dur (TV) : Bernard Chartrand
- 2005 : Sans elle : Le responsable de la marina
- 2005 : Virginie  (TV) : Dr. Richard Marcoux
- 2008 : The Double Life of Eleanor Kendall (TV) : Détective Leblanc
- 2016 : District 31 : Jacques Frumence (3 épisodes)
- 2022 : Confessions : Sergent Claude St-Cyr